# Orduña
Orduña (em castelhano) ou Urduña (em basco) é um município da Espanha na província da Biscaia, comunidade autónoma do País Basco, com 33,45 km² de área. Em 2021 tinha 4 199 habitantes (densidade: 125,5 hab./km²).. O município é um exclave da Biscaia nas províncias de Álava e de Burgos.

## Demografia
| Variação demográfica do município entre 1991 e 2004 | Variação demográfica do município entre 1991 e 2004 | Variação demográfica do município entre 1991 e 2004 | Variação demográfica do município entre 1991 e 2004 |
| --------------------------------------------------- | --------------------------------------------------- | --------------------------------------------------- | --------------------------------------------------- |
| 1991                                                | 1996                                                | 2001                                                | 2004                                                |
| 4038                                                | 3963                                                | 3982                                                | 4038                                                |